# 아이나루현

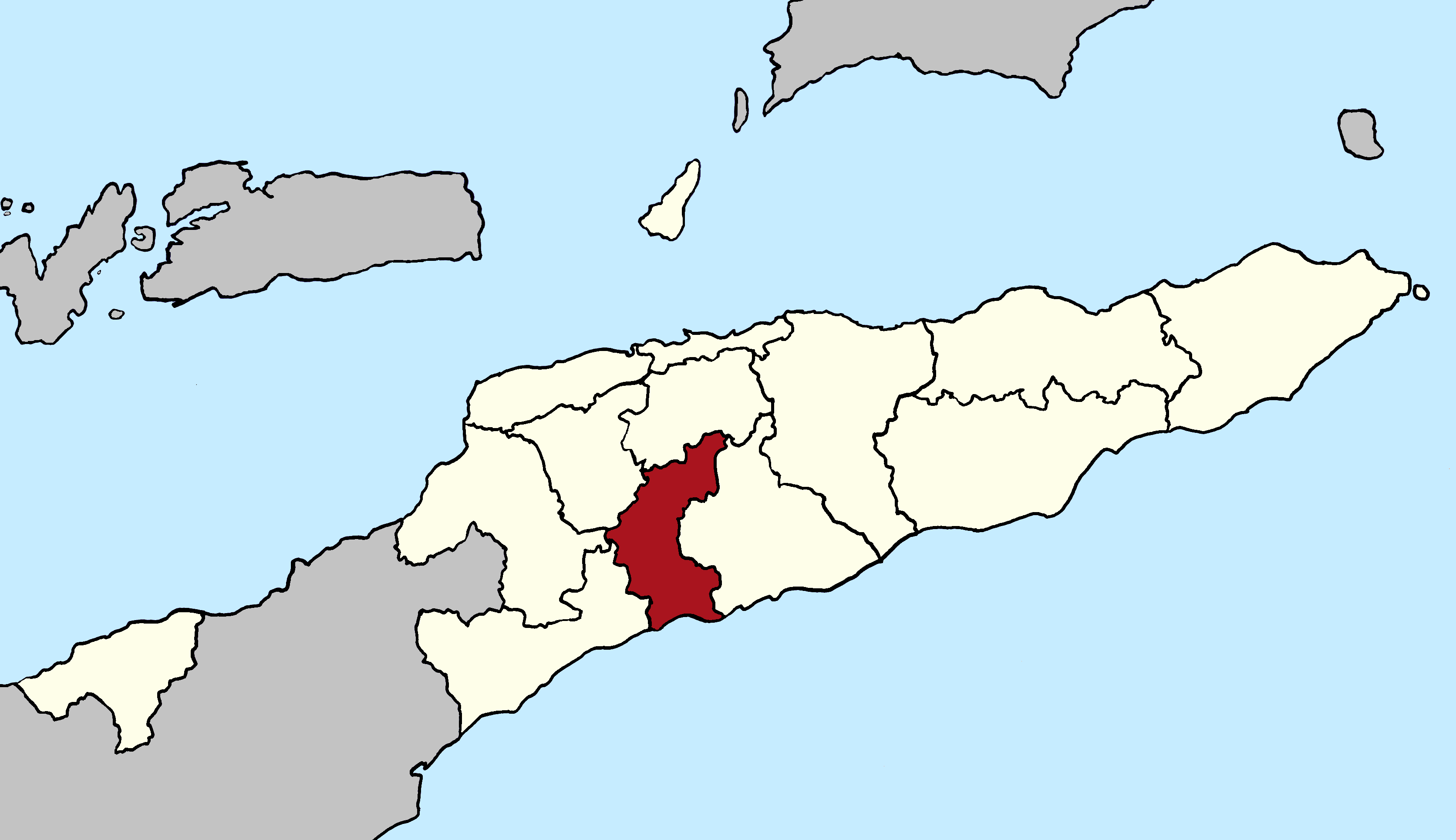
아이나루 현의 위치

아이나루현(포르투갈어: Ainaro, 테툼어: Ainaru 아이나루)은 동티모르를 구성하는 13개 현 가운데 하나로, 동티모르 남서부에 위치한다. 현도는 아이나루이며 인구는 52,476명(2004년 기준), 면적은 797km2이다. 4개 구(아이나루 구, 하투우두 구, 하투부일리쿠 구, 마우비세 구)로 구성되어 있고 북쪽으로는 아일레우현, 남쪽으로는 마누파이현과 인접해 있으며 남서쪽으로는 코바리마현, 서쪽으로는 보보나루현, 북서쪽으로는 에르메라현과 인접해 있다.
아이나루 현은 풍부한 수자원과 비옥한 토지를 보유하고 있어서 농업이 발달했다. 티모르해와 맞닿아 있으며 에르메라 현과의 경계 지점에는 동티모르에서 가장 높은 산인 타타마일라우 산(라멜라우 산, 해발 2,960m)이 있는데 인도네시아 점령 시기에는 산악 지대를 중심으로 활약한 게릴라 세력의 중심지이기도 했다. 과거 동티모르 게릴라 지도자 출신인 샤나나 구스망 전(前) 동티모르 대통령도 한때 아이나루 현에 은신한 적이 있었다.
동티모르의 공용어는 포르투갈어와 테툼어이지만, 아이나루 현 주민들은 말레이폴리네시아어파에 속하는 언어인 맘바이어도 구사한다. 가톨릭과 개신교 신자, 무슬림(이슬람교 신자)은 아이나루 현 주민들의 대부분을 차지한다.

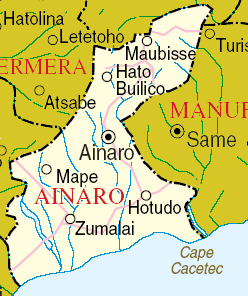
아이나루 현의 경계선 (2003년 이전)
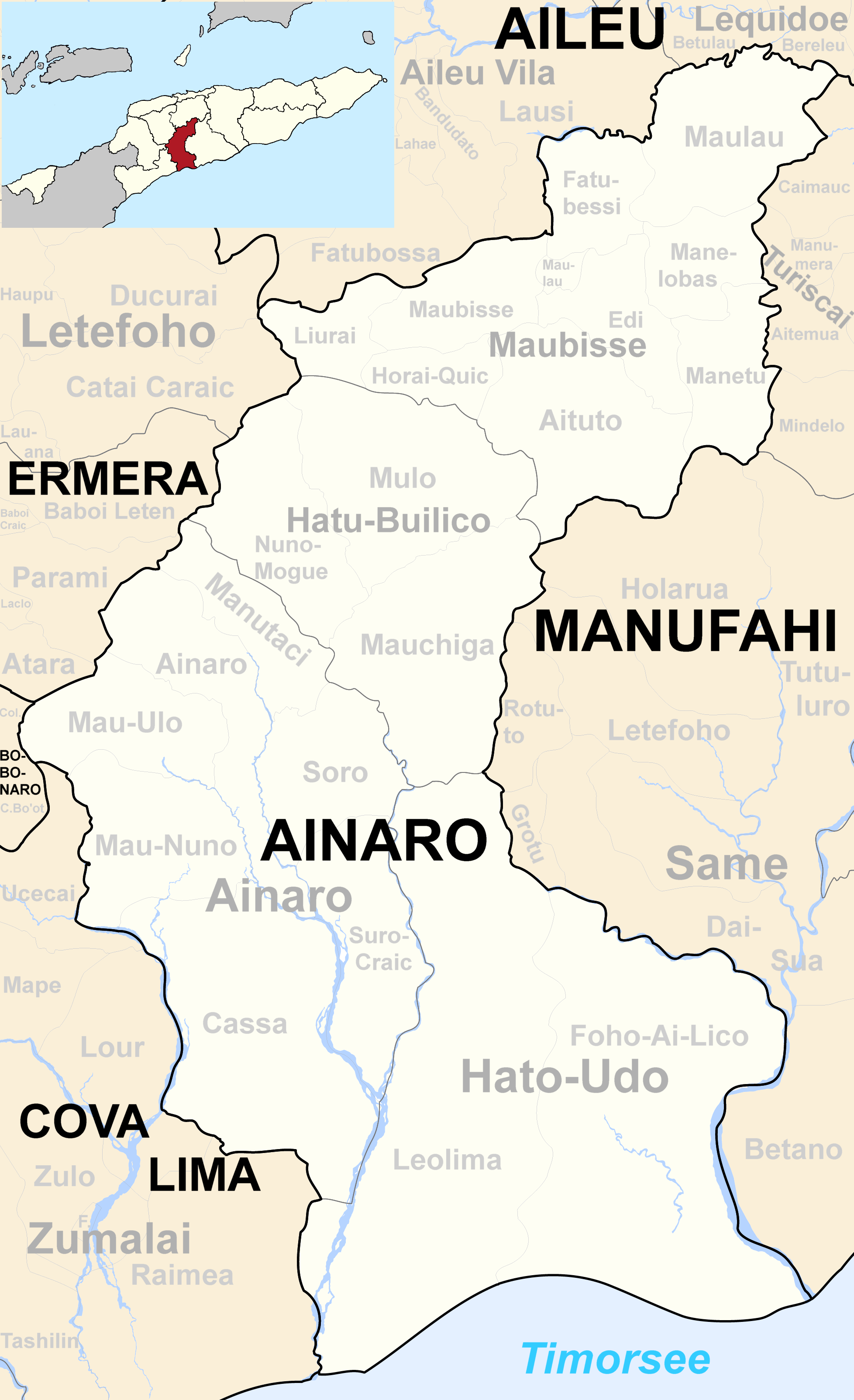
아이나루 현의 경계선 (2003년 이후)
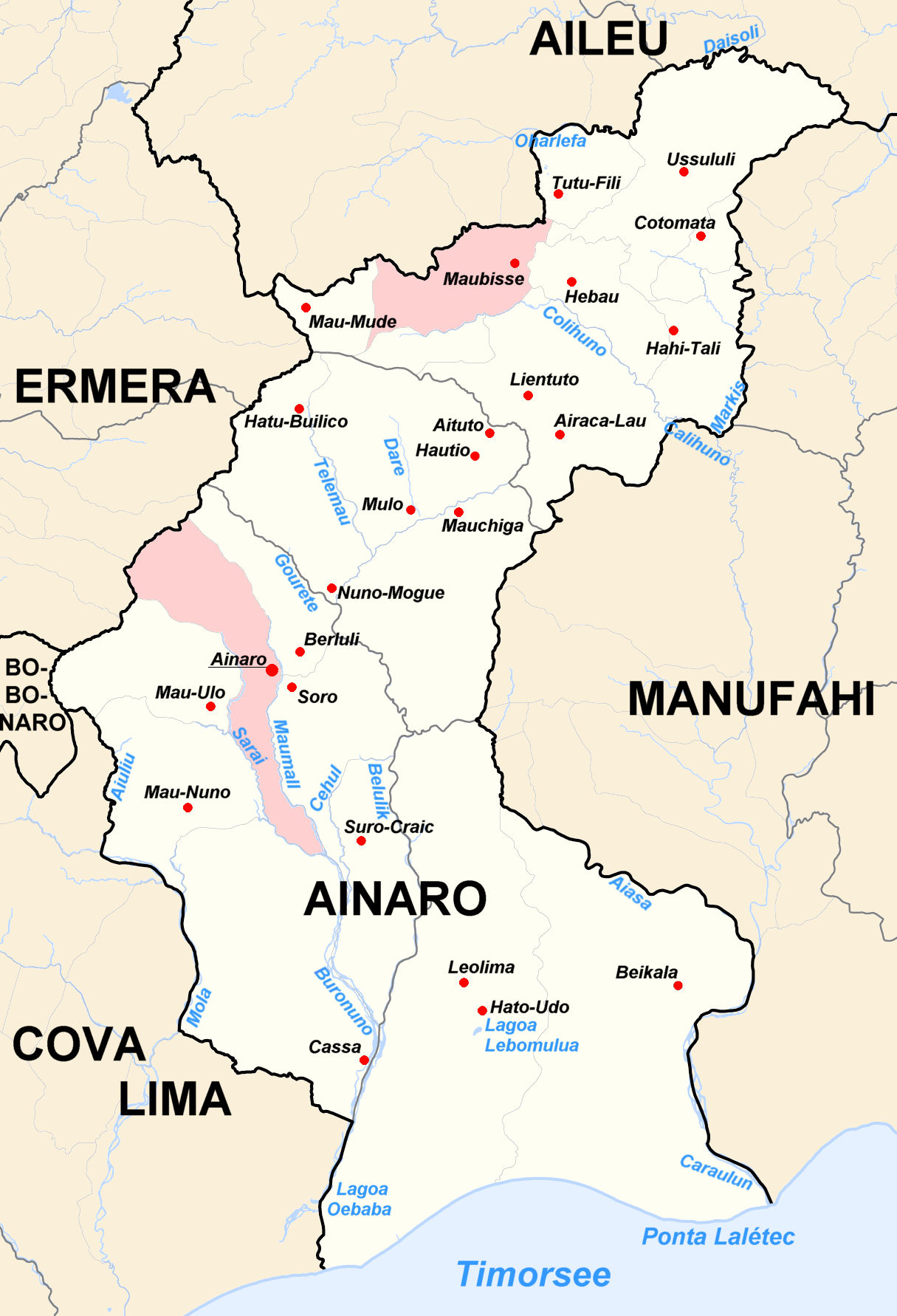
아이나루 현이 관할하는 시와 강